# Cloritoide
El cloritoide és un mineral de la classe dels silicats, que pertany i dona nom al grup del cloritoide. Va ser descobert l'any 1835 a Kosoi Brod, Districte Federal dels Urals, a Rússia i va ser anomenat dos anys més tard per part de Gustav Rose en referència a les similituds visuals que té aquest mineral en comparació als minerals del grup de la clorita. Sismondita és un sinònim d'aquesta espècie.

## Característiques
El cloritoide és un nesosilicat de fórmula química Fe2+Al₂O(SiO₄)(OH)₂ segon l'IMA. Existeixen dos politipus d'aquest mineral que cristal·litzen, un en el sistema monoclínic i l'altre, en el sistema triclínic, i ambdós tenen un hàbit cristal·lí pseudohexagonal. És de color verd fosc a verd grisenc o quasi negre i la seva duresa a l'escala de Mohs és 6,5.
Segons la classificació de Nickel-Strunz, el cloritoide pertany a «9.AF - Nesosilicats amb anions addicionals; cations en [4], [5] i/o només coordinació [6]» juntament amb els següents minerals: sil·limanita, andalucita, kanonaïta, cianita, mullita, krieselita, boromullita, yoderita, magnesiostaurolita, estaurolita, zincostaurolita, topazi, norbergita, al·leghanyita, condrodita, reinhardbraunsita, kumtyubeïta, hidroxilcondrodita, humita, manganhumita, clinohumita, sonolita, hidroxilclinohumita, leucofenicita, ribbeïta, jerrygibbsita, franciscanita, örebroïta, welinita, el·lenbergerita, magnesiocloritoide, ottrelita, poldervaartita i olmiïta.

## Formació i jaciments
El cloritoide es forma en els sediments pelítics i esquists metamorfosats en la biotita i el granat, i en zones estaurolita de grau inferior; i també en les vetes de quars carbonat i altres ambients hidrotermals.
El cloritoide ha estat trobat en molts indrets del món; havent-n'hi registrats més de 80 jaciments a Europa i més de 100 a Amèrica del Nord.
Sol trobar-se associat amb els següents minerals: moscovita, clorita, estaurolita, granat, kyanita, quars, mica i rútil.

## Grup del cloritoide
El grup del cloritoide és un grup de minerals que està format per quatre espècies minerals.
| Espècie            | Fórmula             |
| ------------------ | ------------------- |
| Cloritoide         | Fe2+Al₂O(SiO₄)(OH)₂ |
| Magnesiocloritoide | MgAl₂O(SiO₄)(OH)₂   |
| Ottrelita          | Mn2+Al₂O(SiO₄)(OH)₂ |
| Carboirita         | Fe2+Al₂O(GeO₄)(OH)₂ |